# Відносини Південна Корея — Європейський Союз
Європейський Союз (ЄС) і Республіка Корея (Південна Корея) є важливими торговими партнерами: Корея є дев’ятим за величиною експортним ринком товарів ЄС, а ЄС – третім за величиною експортним напрямком Кореї. Вони підписали угоду про вільну торгівлю, яка набула чинності наприкінці 2011 року. Крім того, Південна Корея є єдиною країною у світі, у якій три угоди, що стосуються економіки, політики та безпеки, діють з 2020 року.

## Угоди
Першою угодою між ЄС і Південною Кореєю була Угода про співробітництво та взаємну адміністративну допомогу в митних питаннях (підписана 13 травня 1997 р.). Ця угода дозволяє ділитися конкурентною політикою між двома сторонами. Друга угода — Рамкова угода про торгівлю та співробітництво (введена в дію 1 квітня 2001 р.). Рамка намагається розширити співробітництво в кількох галузях, включаючи транспорт, енергетику, науку та технології, промисловість, навколишнє середовище та культуру.
Після тривалих переговорів ЄС і Корея у 2010 році підписали нову рамкову угоду та угоду про вільну торгівлю (FTA), яка стала першою зоною вільної торгівлі ЄС з азійською країною та усуває практично всі тарифи та багато нетарифних бар’єрів. Виходячи з цього, ЄС і Корея в жовтні 2010 року вирішили покращити свої відносини до стратегічного партнерства. Ці угоди набрали чинності у 2011 році.
10 травня 2010 року було підписано нову рамкову угоду з метою посилення співробітництва у сферах безпеки (боротьба з тероризмом або нерозповсюдження зброї масового знищення), прав людини та енергетики. Ця рамкова угода юридично пов'язана з угодою про вільну торгівлю.

## Зустрічі
Саміти ЄС-Корея відбулися в 2002 (Копенгаген), 2004 (Ханой) та 2006 (Гельсінкі) на полях зустрічей ASEM. У 2009 році в Сеулі відбулася перша самостійна двостороння зустріч. Делегація Європейського парламенту з питань відносин з Кореєю двічі на рік відвідує країну для обговорення з корейськими колегами. Зустрічі на рівні міністрів закордонних справ відбуваються принаймні раз на рік на полях регіональних зустрічей АСЕАН, однак зустрічі між міністром закордонних справ Кореї та Верховним представником ЄС відбувалися частіше, наприклад, на зустрічах G20. Спеціальні зустрічі між чиновниками відбуваються майже щомісяця.

## Торгівля
У 2017 році товарообіг між двома сторонами становив близько 100 мільярдів євро. ЄС є третім за величиною імпортером південнокорейських товарів, а Південна Корея – дев’ятим за величиною імпортером товарів ЄС.
| Торгівля ЄС – Корея у 2016 р. | Торгівля ЄС – Корея у 2016 р. | Торгівля ЄС – Корея у 2016 р. | Торгівля ЄС – Корея у 2016 р. |
| Напрямок торгівлі             | Товари                        | Послуги                       | Інвестиційні акції            |
| ----------------------------- | ----------------------------- | ----------------------------- | ----------------------------- |
| ЄС до Кореї                   | 44,1 мільярда євро            | 12,6 млрд євро                | 50,3 млрд євро                |
| Корея до ЄС                   | 41,7 млрд євро                | 6,6 млрд євро                 | 19,2 млрд євро                |